# Mil (Syria)
Mil (arab. ميل) – wieś w Syrii, w muhafazie Aleppo. W 2004 roku liczyła 328 mieszkańców.